# پتروشا
پتروشا (به صربی: Petruša) یک منطقهٔ مسکونی در صربستان است که در کنگاژواتس واقع شده‌است. پتروشا ۱۲۰ نفر جمعیت دارد.